# Peter Claussen
Peter Heinrich Claussen (* 24. Oktober 1877 in Sahrensdorf auf Fehmarn; † 31. Dezember 1959 in Marburg) war ein deutscher Botaniker und Mykologe mit Lehrstuhl an der Universität Marburg. Sein botanisch-mykologisches Autorenkürzel lautet „Claussen“.

## Leben
Peter Claussen wurde als Sohn eines Landwirts in Sahrensdorf auf Fehmarn geboren. Sein Interesse an der Beobachtung von Pflanzen entwickelte sich schon in der Kindheit. Sein Lehrer der Privatschule in Burg auf Fehmarn, setzte sich für einen Wechsel des Jungen auf eine weiterführende Schule ein. So wurde Peter 1890 in die Quarta der Plöner Lateinschule (später: Gymnasium Schloss Plön) aufgenommen. Er lebte nach dem frühen Tod der Eltern im Hause des Lehrers A. Schulz in Plön, der die Flora der Region um Plön erforschte und den Schüler an dieser Arbeit beteiligte.
Nach dem Abitur im Jahr 1897 studierte Peter Claussen zunächst in Freiburg im Breisgau Medizin, Mathematik und Naturwissenschaften, bis der Botaniker Friedrich Hermann Gustav Hildebrandt auf ihn aufmerksam wurde und ihn überzeugte, die Botanik doch zum zentralen Thema zu machen. 1899 wechselte er zur Friedrich-Wilhelms-Universität zu Berlin (seit 1949 Humboldt-Universität) und promovierte dort 1901 bei Simon Schwendener.
1904 habilitierte er sich als Assistent in Freiburg im Breisgau am Lehrstuhl für Botanik (Friedrich Oltmanns). Da er seine Anforderungen an wissenschaftliche Arbeit dort nicht erfüllt sah, kündigte er 1907 und ging zurück nach Berlin zunächst als Hilfsassistent an der Landwirtschaftlichen Hochschule bei Leopold Kny, 6 Monate später an das Botanische Institut der Friedrich-Wilhelms-Universität, wo S. Schwendener ihm eine Assistentenstelle, die er zum Teil aus seinen privaten Mitteln finanzierte. Im Februar 1908 habilitierte er sich erneut und wurde wieder als Privatdozent tätig. Er vertrat den Nachfolger S. Schwendeners, Gottlieb Haberlandt, während dessen Krankheit 1911 etwa 6 Monate in allen Funktionen mit Ausnahme der Doktorexamina. Dazu gehörte auch die Planung des Neubaus des pflanzenphysiologischen Instituts in Berlin-Dahlem. Berufliche Tätigkeit außerhalb des Wissenschaftsbereichs kam für Claussen nicht in Frage, obwohl das Einkommen als Assistent keine Familiengründung ermöglichte.
Erst ab Januar 1912 setzte er seine Karriere an der Kaiserlichen Biologischen Anstalt für Land- und Forstwirtschaft in Berlin fort und konnte nun endlich Adele Schulz, Tochter der Plöner Lehrers A. Schulz, mit der er seit vielen Jahren verlobt war, heiraten.
1915 wurde er zum Wehrdienst bei der Infanterie eingezogen und diente als Landsturmmann und Musketier. 1916 wurde er nach Mitau (Lettland) zur Bakteriologische Untersuchungsstelle der 8. Armee kommandiert, deren Leitung er ab 1917 innehatte. Im September wurde er nach Dorpat versetzt und übernahm dort die Leitung der Bakteriologischen Untersuchungsstelle und zusätzlich die Professur für Botanik sowie der botanischen Anstalten der von der deutschen Militärverwaltung im Baltikum neu geordnete Landesuniversität Dorpat. Nach Kriegsende kehrte er an die Kaiserlichen Biologischen Anstalt für Land- und Forstwirtschaft zurück und wurde im März 1921 zum Oberregierungsrat ernannt. 1920/21 war er kurzzeitig beurlaubt worden, um den erkrankten Direktor des Instituts für Botanik an der Forstakademie Hann. Münden zu vertreten (stellvertr. Prof. d. Botanik u. Leiter d. forstwissenschaftl. Instituts u. - Gartens). 1921 wurde er an die Universität Erlangen berufen.
Ab 1922 war Claussen Direktor des Botanischen Instituts und Direktor des Botanischen Gartens in Marburg. Claussen war langjähriger Präsident der Deutschen Botanischen Gesellschaft.
Zeitweise war er Mitglied der DNVP. Im November 1933 unterzeichnete er das Bekenntnis der deutschen Professoren zu Adolf Hitler.
Nach Beschwerden u. a. des Führers der Marburger Studentenschaft beim Rektor der Universität 1935 und Denunziation in den folgenden Jahren wurde er 1941 mehrfach von der Gestapo verhört. Daraufhin beantragte er im Oktober 1942 seine vorzeitige Emeritierung „aus gesundheitlichen Gründen“, die vom Ministerium angenommen wurde. Zum 31. März 1943 wurde Claussen emeritiert. Nach Kriegsende 1945 wurde er bis zur Rückkehr seines Nachfolgers A. Pirson aus der Kriegsgefangenschaft im Juni 1946 nach Prüfung durch die Militärverwaltung von der Universität Marburg mit der vertretungsweisen Leitung des Botanischen Instituts und Gartens beauftragt.

## Schriften
- AUGUST WILHELM EICHLER (1839-1887), Professor der systematischen Botanik. Lebensbilder aus Kurhessen und Waldeck, 1830-1930, Bd.III, 58-65. 1942
- EDUARD JAHN. Ber. Dtsch. Bot. Ges. 60, (164)-(176). 1942
- Die Salzpflanzen Hessens. Heimatkalender Kreise Biedenkopf, Frankenberg, Kirchham, Marburg 1931, 6 6 - 6 9 (Elwert, Marburg). 1931
- Die natürlichen Pflanzenfamilien nebst ihren Gattungen und wichtigsten Arten, insbesondere den Nutzpflanzen 6. Abteilung: Eumycetes (Fungi). Klasse Basidiomycetes., Berlin 1928
- Entwicklungsgeschichtliche Untersuchungen über den Erreger der als „Kalkbrut“ bezeichneten Krankheit der Bienen. I. Arb. Bio!. Reichsanst. Land- und Forstwirtsch. 10, 467-521. 1921
- Kulturen von Penicillium insigne Winter. Verh. Bot. Ver. Prov. Brandenburg 62, 1 – 2. 1920
- Über einen merkwürdigen Fall von induzierter Dorsiventralität bei Buxbaumiaaphylla: Verh. Bot. Ver. Prov. Brandenburg 62, 2 - 4 . 1920
- Über die Wirkung der Frühfröste auf den Laubfall. Mitt. Dtsd1. Dendrol. Ges.29, 2 - 4. 1920
- Eigentümliche Kryptogarmenvegetation bei Glindow. (Vortragsreferat, Sitzg.vorn 8.6.1920). Verh._Bot. Ver. Prov. Brandenburg 63, 83.
- S. Schwendener zum Gedächtnis. Sitz.ber. Ges. Naturf. Freunde Berlin No 6, 207-208. 1919
- Bemerkungen zu der Arbeit DAHLGRENs über den Embryosack von Plumbagella.S1tzber. Ges. Naturf. Freude, Berlin, No. 8, 341-345. 1919
- Fortpflanzung im Pflanzenreiche. Kultur der Gegenwart, Allgem. Biologie, Teil III, Abt.IV I, 479-518 (Teubner, Leipzig und Berlin). 1915
- WILHELM PFEFFER. Zu seinem 70. Geburtstag. Vossische Ztg. No. 123. 1915
- Isogamie bei Pilzen. Verh. Bot. Ver. Prov. Brandenburg 57, 208-210. 1915
- Sporenerzeugung und Sporenausstreuung bei einigen Hymenomyceten. Verh.Bot. Ver. Prov. Brandenburg 57, 215-219. 1915
- Pflanzenphysiologische Versuche. Handb. Naturgesch. Techn. (Hrsg. B. Schmid), 114-128. 1914
- Beschaffung, Zucht und Untersuchung von Pilzen (Saprolegniaceen, Mucorineen, Ascomyceten und Basidiomyceten). Veranst. Stadt Berlin zur Förderg.naturw1ss. Unterrichts in höheren Lehranst. 1913-1914.
- Neue Ergebnisse der Mycologie. Veranst. Stadt Berlin z. Förderg. d. naturwiss.Unterrichts in höheren Lehranst. 1914.
- Über die Phylogenie pilzlicher Fortpflanzungsorgane. Verh. Bot. Ver. Prov. Brandenburg 56, (28)-(32). 1914
- Über den Einfluß der Straßenteerung auf den Pflanzenwuchs. Mitt. Kais. Bio!.Anst. Land·- und Forstwirtsch. 14, 5 - 6 . 1913
- Über die Wirkung des Teers, insbesondere geteerter Straßen auf den Pflanzenwuchs,  Arb. Kais. Bio!. Anst. Land- und Forstwirtsch. 8, 493-514.Berlin 1913
- Nachruf für Paul Ascherson. Mitt. Bad. Landesver. Naturkde. und Naturschutz, 234-238. 1913
- Neuere Forschungen über die Sporangien und Prothallien der Coniferen. Verh.Bot. Ver. Prov. Brandenburg 54, (30)-(34). 1912
- Über die Prothallien der Cycadeen. Verh. Bot. Ver. Prov. Brandenburg 54 (24)-(28). 1912
- Zur Entwicklungsgeschichte der Ascomyceten. Pyronema confluens. Z. Bot. 4, 1-64. 1912
- Pflanzenphysiologische Versuche und Demonstrationen für die Schule, Teubner Leipzig 1910
- Keimung der Brandsporen und Sporidien von Ustilago Tragopogonis (Pers.)Wmt. Tabulae bot., Tafel 8 (Bornträger, Berlin). 1908
- Über Entwicklung und Befruchtung bei Saprolegnia monoica. Ber. Dtsch. Bot.Ges. 26, 144-161. 1908
- Einleitung in die Theorie der Konstruktion biegungsfester Pflanzenteile. Math.-naturwiss. BIätter., 1, 2 u. 4 S. 1907
- Über neuere Arbeiten zur Entwicklungsgeschichte der Ascomyceten. Ber. Dtsch.Bot. Ges. 24, (11)-(38). 1906
- Zur Entwicklungsgeschichte der Ascomyceten. Boudiera. Bot. Ztg. 63, 1-27. 1905
- Ueber die Durchlässigkeit der Tracheidenwände für atmosphärische Luft. Diss. Berlin. Flora 88, 422-469. 1901